# Elbridge Gerry
Elbridge Thomas Gerry (/ˈɛlbrɪdʒ ˈɡɛri/; 17 tháng 7 năm 1744 (O.S. 6 tháng 7 năm 1744) – 23 tháng 11 năm 1814) là một nhà chính trị và nhà ngoại giao Hoa Kỳ. Là một thành viên của Dân chủ - Cộng hòa, ông được bầu làm Phó tổng thống Hoa Kỳ thứ 5, dưới thời James Madison. Ông được biết đến nhiều nhất với gerrymandering, một quy trình mà các khu vực bầu cử được bố trí với mục đích hỗ trợ Đảng cầm quyền, mặc dù chữ "g" ban đầu đã được làm mềm đi thành /dʒ/ từ /ɡ/ cứng của tên ông.
Sinh ra trong một gia đình thương gia giàu có, Gerry vocally phản đối chính sách thuộc địa của Anh trong những thập niên 1760, và đã hoạt động trong giai đoạn đầu của tổ chức kháng chiến trong Chiến tranh Cách mạng Mỹ. Được bầu vào Nghị viện Lục địa Thứ nhì, Gerry ký cả Tuyên ngôn Độc lập Hoa Kỳ và Các điều khoản Hợp bang. Ông là một trong ba người tham dự Đại hội Lập hiến vào năm 1787 nhưng từ chối ký vào Hiến pháp Hoa Kỳ bởi vì nó lúc nó nó không bao tuyên ngôn nhân quyền. Sau khi được phê chuẩn ông được bầu vào buổi khai mạc Quốc hội Hoa Kỳ, nơi ông đã tích cực tham gia vào việc soạn thảo và thông qua Tuyên ngôn Nhân quyền là một người ủng hộ tự do cá nhân và nhà nước.
Gerry ban đầu chống lại ý tưởng Đảng chính trị, và nuôi dưỡng tình bạn lâu dài trên cả hai mặt của sự chia rẽ chính trị giữa Liên bang và Dân chủ Cộng hòa. Ông là thành viên của một phái đoàn ngoại giao đến Pháp đã bị ngược đãi trong XYZ Affair, trong đó Liên bang quy cho ông chịu trách nhiệm về sự cố trong cuộc đàm phán. Gerry sau đó đã trở thành một người Dân chủ-Cộng hòa, đã chạy đua tranh cử không thành công chức vụ Thống đốc Massachusetts nhiều lần trước khi đắc cử vào năm 1810. Trong nhiệm kỳ thứ hai của mình, cơ quan lập pháp phê duyệt các khu vực thượng viện bang mới dẫn đến việc sử dụng danh xưng của từ "gerrymander"; ông thất cử trong cuộc bầu cử tiếp theo, mặc dù thượng viện bang vẫn Cộng hòa. Được Madison lựa chọn làm ứng cử viên phó tổng thống của ông vào năm 1812, Gerry được bầu, nhưng chết một năm và một nửa vào nhiệm kỳ của ông. Ông là người ký duy nhất bản Tuyên ngôn Độc lập, được chôn cất ở Washington, DC.